# Olympische Sommerspiele 1952/Teilnehmer (Griechenland)
| Gelbes Symbol für Goldmedaillen mit stilisierten Olympischen Ringen | Graues Symbol für Silbermedaillen mit stilisierten Olympischen Ringen | Braundes Symbol für Bronzemedaillen mit stilisierten Olympischen Ringen |
| ------------------------------------------------------------------- | --------------------------------------------------------------------- | ----------------------------------------------------------------------- |
| —                                                                   | —                                                                     | —                                                                       |

Griechenland nahm an den Olympischen Sommerspielen 1952 in der finnischen Hauptstadt Helsinki mit 48 männlichen Sportlern an 24 Wettkämpfen in sieben Sportarten teil.
Seit 1896 war es bereits die zwölfte Teilnahme Griechenlands an Olympischen Sommerspielen. Damit war Griechenland neben Australien, Frankreich, der Schweiz, dem Vereinigten Königreich sowie den USA eine der sechs Nationen, die bis dahin bei allen Olympischen Sommerspielen teilgenommen hatten.

## Flaggenträger
Der Diskuswerfer Nikolaos Syllas trug die Flagge Griechenlands während der Eröffnungsfeier im Olympiastadion.

## Teilnehmer nach Sportarten

### Basketball
- Stylianos Arvanitis (Panathinaikos Athen), Themistoklis Cholevas (Panellinios Athen), Ioannis Lambrou (Panathinaikos), Panagiotis Manias (Panellinios), Fedon Matthaiou (Panathinaikos), Nikolaos Milas (Panathinaikos), Konstantinos Papadimas (Panellinios), Aristidis Roubanis (Panellinios), Alexandros Spanoudakis (Olympiacos Piräus), Ioannis Spanoudakis (Olympiacos), Dimitrios Stefanidis (Panellinios) und Dimitrios Taliadoros (XAN Thessaloniki)
Qualifikation, Gruppe B: mit einem Sieg und zwei Niederlagen nicht für die Hauptrunde qualifiziert, Rang 17
38:75-Niederlage gegen  Ungarn
54:52-Sieg gegen  Israel
Entscheidungsspiel: 44:47-Niederlage gegen Ungarn

### Fußball
- Goulielmos Arvanitis, Athanasios Bembis, Georgios Darivas, Babis Drosos, Pavlos Emmanouilidis, Ioannis Ioannou, Konstantinos Linoxylakis, Ilias Papageorgiou, Nikolaos Pentzaropoulos, Konstantinos Poulis und Ilias Rosidis; Trainer: Antonis Migiakis
Vorrunde: mit einer Niederlage nicht für das Achtelfinale qualifiziert
15. Juli in Tampere, 4.372 Zuschauer: 1:2-Niederlage gegen  Dänemark
Torschütze zum 1:2 in der 85. Minute war Pavlos Emmanouilidis

### Leichtathletik
100 m
- Stefanos Petrakis
Vorläufe: in Lauf 3 (Rang 6) mit 11,2 s (handgestoppt) bzw. 11,33 s (elektronisch) nicht für die Viertelfinalläufe qualifiziert

200 m
- Stefanos Petrakis
Vorläufe: in Lauf 2 (Rang 3) mit 22,4 s (handgestoppt) bzw. 22,64 s (elektronisch) nicht für die Viertelfinalläufe qualifiziert

- Vasilios Sillis
Vorläufe: in Lauf 10 (Rang 4) mit 22,7 s (handgestoppt) bzw. 22,88 s (elektronisch) nicht für die Viertelfinalläufe qualifiziert

400 m
- Vasilios Sillis
Vorläufe: in Lauf 7 (Rang 5) mit 48,4 s (handgestoppt) bzw. 48,56 s (elektronisch) nicht für die Viertelfinalläufe qualifiziert

800 m
- Vasilios Mavroidis
Vorläufe: in Lauf 3 (Rang 6), 1:58,7 min (handgestoppt) nicht für die Halbfinalläufe qualifiziert

1500 m
- Vasilios Mavroidis
Vorläufe: in Lauf 4 (Rang 9) mit 4:07,8 min (handgestoppt) nicht für die Halbfinalläufe qualifiziert

400 m Hürden
- Fotios Kosmas
Vorläufe: in Lauf 3 (Rang 2) mit 53,9 s (handgestoppt) für die Viertelfinalläufe qualifiziert
Viertelfinale: in Lauf 2 (Rang 5) mit 55,3 s (handgestoppt) bzw. 55,50 s (elektronisch) nicht für die Halbfinalläufe qualifiziert

Stabhochsprung
- Theodosios Balafas
Qualifikation, Gruppe A: 4,00 m, Rang 6, für das Finale qualifiziert
3,60 m, ohne Fehlversuch
3,80 m, ohne Fehlversuch
3,90 m, ohne Fehlversuch
4,00 m, ein Fehlversuch
Finale: 3,80 m, Rang 17
3,60 m, ohne Fehlversuch
3,80 m, ohne Fehlversuch
3,95 m, drei Fehlversuche

- Rigas Efstathiadis
Qualifikation, Gruppe A: 4,00 m, Rang 4, für das Finale qualifiziert
3,60 m, ohne Fehlversuch
3,80 m, ohne Fehlversuch
3,90 m, ein Fehlversuch
4,00 Meter: gültig, ohne Fehlversuch
Finale: 3,80 m, Rang 14
3,60 m ausgelassen
3,80 m, ohne Fehlversuch
3,95 m, ohne Fehlversuch
4,10 m, drei Fehlversuche

- Georgios Roumbanis
Qualifikation, Gruppe B: ohne gültige Höhe ausgeschieden

Dreisprung
- Vasilios Sakellarakis
Qualifikation, Gruppe B: 14,05 m, Rang 14, nicht für das Finale qualifiziert
1. Sprung: 14,05 m
2. Sprung: 13,73 m
3. Sprung: 13,68 m

Kugelstoßen
- Konstantinos Giataganas
Qualifikation: 14,05 m, Rang 18, nicht für das Finale qualifiziert
1. Stoß: 12,06 m
2. Stoß: 14,05 m
3. Stoß: ungültig

Diskuswurf
- Konstantinos Giataganas
Qualifikation, Gruppe B: 46,05 m, Rang 10, für das Finale qualifiziert
1. Wurf: 44,88 m
2. Wurf: 46,05 m
3. Wurf: ausgelassen
Finale: 46,23 Meter, Rang 15
4. Wurf: 42,40 m
5. Wurf: 46,23 m
6. Wurf: ungültig

- Nikolaos Syllas
Qualifikation, Gruppe B: 47,84 m, Rang 1, für das Finale qualifiziert
1. Wurf: 47,84 m
2. Wurf: ausgelassen
2. Wurf: ausgelassen
Finale: 48,99 m, Rang 9
4. Wurf: 48,99 m
5. Wurf: 48,36 m
6. Wurf: 47,17 m

Zehnkampf
- Fotios Kosmas
Finale: Wettkampf nicht beendet
100 Meter Lauf, 11,5 s (handgestoppt) bzw. 11,53 s (automatisch gestoppt) / 737 Punkte, Rang 12; gesamt: 737 Punkte, Rang 12
Weitsprung: 6,20 m / 562 Punkte, Rang 24; gesamt 1.299 Punkte, Rang 12
zur dritten Disziplin, dem Kugelstoßen, nicht mehr angetreten

### Ringen
Griechisch-römisch
Bantamgewicht (bis 57 kg)
- Sotirios Panagiotopoulos
ausgeschieden in Runde eins gegen Reidar Merli aus Norwegen (0:3)

Leichtgewicht (bis 67 kg)
- Georgios Petmezas
ausgeschieden nach Runde zwei mit sechs Minuspunkten
Runde eins: gegen Mikuláš Athanasov aus der Tschechoslowakei verloren (0:3)
Runde zwei: gegen Erich Schmidt aus dem Saarland ausgeschieden (0:3)

Schwergewicht (über 87 kg)
- Antonios Georgoulis
ausgeschieden nach drei Runden mit sechs Minuspunkten, Rang sechs
Runde eins: gegen Adolfo Ramírez aus Argentinien gewonnen (Schultersieg)
Runde zwei: gegen Willi Waltner aus Deutschland verloren (0:3)
Runde drei: gegen Alexandru Șuli aus Rumänien ausgeschieden (0:3)

### Rudern
Zweier mit Steuermann
- Grigorios Emmanouil, Iraklis Klangas und Nikolaos Nikolaou
Vorläufe: in Lauf 4 (Rang 4) mit 8:24,1 min für die Hoffnungsläufe qualifiziert
Vorläufe, Hoffnungsläufe: in Lauf 1 (Rang 3) mit 8:12,9 min nicht für die Halbfinalläufe qualifiziert

### Schießen
Kleinkaliber liegend
- Athanasios Aravositas
Finale: 384 Ringe, 19 Volltreffer, Rang 49
1. Runde: 92 Ringe, Rang 57
2. Runde: 98 Ringe, Rang 26
3. Runde: 99 Ringe, Rang 25
4. Runde: 95 Ringe, Rang 55

Freie Scheibenpistole
- Georgios Stathis
Finale: 496 Ringe, Rang 43
1. Runde: 75 Punkte, Rang 46
2. Runde: 91 Punkte, Rang 09
3. Runde: 95 Punkte, Rang 01
4. Runde: 80 Punkte, Rang 46
5. Runde: 75 Punkte, Rang 47
6. Runde: 80 Punkte, Rang 44

Schnellfeuerpistole
- Konstantinos Mylonas
Finale: 553 Ringe, 58 Treffer, Rang 46
1. Runde: 271 Ringe, 29 Treffer, Rang 34
2. Runde: 262 Ringe, 29 Treffer, Rang 45

- Angelos Papadimas
Finale: 506 Ringe, 56 Treffer, Rang 51
1. Runde: 273 Ringe, 30 Treffer, Rang 32
2. Runde: 233 Ringe, 26 Treffer, Rang 51

Tontaubenschießen
- Ioannis Koutsis
Finale: 187 Punkte, Rang 6
1. Runde: 90 Punkte, Rang 15
2. Runde: 97 Punkte, Rang 02

- Panagiotis Linardakis
Finale: 175 Punkte, Rang 24
1. Runde: 84 Punkte, Rang 27
2. Runde: 91 Punkte, Rang 19

### Segeln
Finn-Dinghy
- Antonios Modinos
Finale: 921 Punkte, Rang 26
1. Rennen: 226 Punkte, 1:29:23 h, Rang 21
2. Rennen: 133 Punkte, 1:54:08 h, Rang 26
3. Rennen: nicht beendet
4. Rennen: 186 Punkte, 1:27:32 h, Rang 23
5. Rennen: 150 Punkte, 1:36:13 h, Rang 25
6. Rennen: 226 Punkte, 1:29:40 h, Rang 21
7. Rennen: nicht beendet

Star
- Timoleon Razelos und Andreas Ziro
Finale: 1983 Punkte, Rang 15
1. Rennen: 144 Punkte, Rang 19
2. Rennen: 219 Punkte, Rang 16
3. Rennen: 423 Punkte, Rang 10
4. Rennen: 645 Punkte, Rang 06
5. Rennen: 168 Punkte, Rang 18
6. Rennen: 219 Punkte, Rang 16
7. Rennen: 309 Punkte, Rang 13